# Promachus sackeni
Promachus sackeni är en tvåvingeart som beskrevs av James Stewart Hine 1950. Promachus sackeni ingår i släktet Promachus och familjen rovflugor. Inga underarter finns listade i Catalogue of Life.